# بيزي
لويس ميغيل أفونسو فيرنانديز (بالبرتغالية: Luís Miguel Afonso Fernandes‏) (مواليد 6 أكتوبر 1989) واشتهر باسم بيزي، وهو لاعب كرة قدم برتغالي وهو يلعب في مركز مهاجم في نادي بنفيكا وسبق له اللعب مع نادي إسبانيول ولعب مع ديبورتيفو لاكورونيا ونادي باسوش دي فيريرا وكوفيلها وريبيراو وسبورتينغ براغا ونادي براغانتشا والوحدة الإماراتي ولعب مع منتخب البرتغال لكرة القدم في 2012.

## مسيرته الكروية

### بداياته
بدأ بيزي مسيرته الكروية كلاعب في ناديه المحلي نادي براغانزا المتأسس سنة 1943، وظهر في عدة مبرايات قليلة معه في الدوري البرتغالي الدرجة الثانية كلاعب في أندية الشباب. وقد أكمل تكوينه في مدينة مينهو قبل الانتقال إلى سبورتينغ براغا سنة 2007.
و في سنة 2008 انتقل بيزي من سبورتينغ براغا معارا إلى نادي ديسبورتيفو ريبايراو ثم إلى نادي سبورتينغ كوفيلها موسم 2009/2010. وفي موسم 2010/2011 انتقل إلى نادي باكوس فيريرا البرتغالي معارا كذلك من نفس ناديه الأول سبورتينغ براغا.. وقد لعب معه في الدوري البرتغالي لكرة القدم للدرجة الأولى.. ولعب لأول مرة ضد نادي بورتو في 16 يناير 2010 لمدة 25 دقيقة وانتهت المباراة آنذاك بالتعادل الإيجابي 1-1.
و استطاع بيزي في ذلك الموسم تحقيق 7 أهداف مع ناديه باكوس فيريرا في الدوري البرتغالي لكرة القدم. وفي 8 مايو 2011 تعادل ناديه مع نادي بورتو في مبراة طاحنة بنتيجة 3-3 وقد سجل بيزي في تلك المباراة هاتريك ودق شباك بورتو بثلاث أهداف.. مما جعله يبرز على الساحة العالمية بعد تلك المباراة.

### أتلتيكو مدريد
في 30 أغسطس 2011، انتقل بيزي في موسم الانتقالات الصيفية إلى ناديه الإسباني الجديد والعريق نادي أتلتيكو مدريد في صفقة إعارة حتى نهاية الموسم، ولكن صفقة الإعارة سرعان ما تحولت إلى صفقة بيع، وبقاء دائم لبيزي في أتليتكو مدريد وقد كان أول ظهور له في الدوري الإسباني الدرجة الأولى يوم 18 سبتمبر 2011 ضد نادي راسينغ سانتاندر.. وانتهت المباراة بفوز أتلتيكو مدريد برباعية نظيفة.

## إحصائيات اللاعب
آخر تحديث الإحصائيات حتى 23 مايو 2015.
| النادي                       | الموسم  | الدوري المحلي | الدوري المحلي | الكأس المحلية | الكأس المحلية | المسابقات القارية | المسابقات القارية | المجموع | المجموع |
| النادي                       | الموسم  | الظهور        | الأهداف       | الظهور        | الأهداف       | الظهور            | الأهداف           | الظهور  | الأهداف |
| ---------------------------- | ------- | ------------- | ------------- | ------------- | ------------- | ----------------- | ----------------- | ------- | ------- |
| نادي براغانزا                | 2006–07 | 4             | 1             | 0             | 0             | —                 | —                 | 4       | 1       |
| سبورتينغ براغا               | 2007–08 | 0             | 0             | 0             | 0             | —                 | —                 | 0       | 0       |
| Ribeirão (إعارة)             | 2008–09 | 25            | 1             | 0             | 0             | —                 | —                 | 25      | 1       |
| نادي كوفيليا (إعارة)         | 2009–10 | 14            | 4             | 2             | 0             | —                 | —                 | 16      | 4       |
| نادي باسوش دي فيريرا (إعارة) | 2009–10 | 15            | 1             | 2             | 1             | —                 | —                 | 17      | 2       |
| نادي باسوش دي فيريرا (إعارة) | 2010–11 | 27            | 7             | 8             | 4             | —                 | —                 | 35      | 11      |
| سبورتينغ براغا               | 2011–12 | 2             | 0             | 0             | 0             | 0                 | 0                 | 2       | 0       |
| أتلتيكو مدريد (إعارة)        | 2011–12 | 10            | 1             | 2             | 0             | 3                 | 0                 | 15      | 1       |
| ديبورتيفو لاكورونيا (إعارة)  | 2012–13 | 35            | 8             | 1             | 0             | —                 | —                 | 36      | 8       |
| إسبانيول (إعارة)             | 2013–14 | 28            | 3             | 6             | 1             | —                 | —                 | 34      | 4       |
| نادي بنفيكا                  | 2014–15 | 23            | 2             | 6*            | 2             | 1                 | 0                 | 30      | 4       |
| المجموع                      | المجموع | 183           | 28            | 27            | 8             | 4                 | 0                 | 214     | 36      |

## وصلات خارجية
- بيزي على موقع الاتحاد الأوربي (الإنجليزية)
- بيزي على موقع اتحاد تركيا (لاعب) (الإنجليزية)
- بيزي على موقع قاعدة بيانات كرة القدم.إي يو (الإنجليزية)
- بيزي على موقع ليكيب (الفرنسية)
- بيزي على موقع ناشيونال فوتبول تيمز (الإنجليزية)
- بيزي على موقع Soccerway.com (الإنجليزية)
- بيزي على موقع عالم كرة القدم.نت (الإنجليزية)
- بيزي على موقع AS.com (الإسبانية)